# حروب جين سونغ
حروب جين سونغ هي سلسلة من النزاعات التي نشبت بين شعب الجورشن من سلالة جن (1115 - 1234) وشعب الهان من سلالة سونغ الحاكمة (960-1279).
بدأت شرارة الصراع سنة 1115، عندما تمردت قبائل الجورشن على أسيادهم من شعب الخيتان المنغولي التابع لمملكة لياو (907-1125)، معلنين تشكيل سلالة جين الحاكمة، مما جعلهم يتحالفون مع سلالة سونغ ضد عدوهم المشترك من مملكة لياو، مقابل غزوهما للعدو بشكل مشترك وحيازة جل أقاليمه المنهارة، بالإضافة إلى تنازل الجورشن عن 16 محافظة كانت قد سقطت تحت سيطرة لياو منذ 938 إلى مملكة سونغ. لكن هزيمة الجورشن السريعة أمام العدو وإخفاقات السونغ العسكرية جعلت الجورشن يترددون في التخلي عن المحافظات. وبالرغم من سلسلة المفاوضات الفاشلة التي أزعجت كلا الجانبين، هاجم الجورشن أنصارهم السونغ في عام 1125، باعثين جيشًا إلى تايوان وجيشًا آخر إلى يانجينغ (عاصمة كايفنغ) عاصمة مملكة السونغ أنذاك.
فوجئ جنرال مملكة السونغ تونغ غوان بخبر الغزو فانسحب من تايوان، لكن تمكن الغزاة من محاصرته واعتقاله في وقت لاحق. في المقابل وعندما اقترب جيش الجورشن الثاني من العاصمة، تنازل الإمبراطور هويتسونغ عن العرش وهرب إلى الجنوب. ليتم تنصيب ابنه الأكبر الإمبراطور تشنزونغ. حاصر الجورشن مدينة كايفنغ عام 1126، قبل أن ينسحبوا من العاصمة بعد مفاوضات قادها الإمبراطور تشنزونغ تقضي بالموافقة على تعويض سنوي كبير. قبل أن ينقض الصفقة ويأمر قوات مملكة السونغ بالدفاع عن المحافظات بدلا من تحصين العاصمة، ليعود الجورشن للحرب محاصرين مدينة كايفنغ مرة أخرى في عام 1127، فقبضوا على الإمبراطور تشنزونغ ونهبوا العاصمة في حدث شهير عرف باسم حادث جينغ كانغ. مما أدى إلى فصل شمال وجنوب الصين بين سلالة جن وسلالة سونغ الحاكمة. تراجعت بسببها عائلة سونغ الإمبراطورية إلى جنوب الصين، وبعد إقامة قصيرة في عدة عواصم مؤقتة، انتقلوا في نهاية المطاف إلى لينان (هانغتشو حاليا). وقد قسم هذا التراجع السلالتين إلى قسمين، هما سونغ الشمالية وسونغ الجنوبية.
حاول الجورتشن احتلال جنوب الصين في ثلاثينيات القرن التاسع عشر، ولكن تم ردعهم من قبل متمردين موالين للسونغ في الشمال وبهجوم مضاد من قبل جنرالات السونغ يو في وهان شيزونغ وآخرين. استعاد الجنرالات بعض الأراضي ولكنهم تراجعوا بأوامر من إمبراطور السونغ الجنوبي غاوزونغ، الذي دعم الحل السلمي للحرب. حددت على إترها معاهدة شاوشينغ (1142) حدود الإمبراطوريتين على طول نهر هواي، ولكن الصراعات بين السلالتين استمرت حتى سقوط سلالة جين الحاكمة في عام 1234. كانت الحرب التي قادها إمبراطور سلالة الجين الرابع وان يان ليانغ ضد السونغ غير ناجحة. حيث خسر معركة كايشي (1161) مما أدى لاغتياله من قبل ضباطه الساخطين.
ورغم ذلك كان هناك غزو اخر من قبل الجين بدافع الثأر من السونغ (1206-1208) لكنه قوبل بالفشل أيضًا. وبعد عقد من الزمن، شن الجين حملة عسكرية فاشلة ضد السونغ في عام 1217 لإسترجاع الأراضي التي خسروها ضد المغول الغزاة. فقرر السونغ التحالف مع المغول في عام 1233، وفي العام الموالي استولوا على كيتشو فيما عرف بحصار كايتشو وآخر ملجأ لإمبراطور الجين. لتنهار السلالة في عام 1234.
بعد زوال الجين، أصبحت سلالة السونغ نفسها هدفا للمغول الذي أسقطها في عام 1279.
ولدت حقبة الحروب العديد من التغيرات التكنولوجية والثقافية والديموغرافية في الصين. فقد جلبت المعارك بين السونغ والجين إدخال الأسلحة المختلفة منها ولأول مرة البارود. كما كان حصار ديان في 1132 أول استخدام مسجل للرمح الناري، وهو سلف مبكر للأسلحة النارية. كانت هناك أيضا تقارير عن معارك دارت مع قنابل البارود الأولية مثل huopao الحارقة أو tiehuopao المنفجر، السهام الحارقة، والأسلحة الأخرى ذات الصلة. في شمال الصين، كان الجورتشن الأقلية الحاكمة لإمبراطورية كانت تقطنها أغلبية السونغ. استقر المهاجرون الجورشن في الأراضي المحتلة واستيعابها مع الثقافة المحلية. أسست جين، وهي سلالة غزو، بيروقراطية إمبراطورية مركزية على غرار السلالات الصينية السابقة، مستندة شرعيتها على الفلسفة الكونفوشيوسية. إعادة توطين الأغنية من الشمال في جنوب الصين. كان الشمال هو المركز الثقافي للصين، كما أدى احتلاله للجزيرة إلى تقويض المكانة الإقليمية لأسرة سونغ. ومع ذلك، سرعان ما عادت سونغ الجنوبية إلى الازدهار الاقتصادي، وكانت التجارة مع جين مربحة على الرغم من عقود من الحرب. توسعت لينان، عاصمة سونغ الجنوبية، لتصبح مدينة رئيسية للتجارة.

## التحالف الهش
كانت جماعة الجورتشن مجموعة من القبائل المزارعة الناطقة بالتونغوسية والتي تقطن مناطق في شمال شرق آسيا والتي أصبحت حاليا جزءًا من شمال شرق الصين. كان العديد من قبائل الجورتشن التابعين لسلالة لياو (907-1125)، وهي إمبراطورية حكمها شعب الخيتان البدو التي شملت معظم منغوليا الحديثة، وهي جزء من شمال الصين وشمال شرق الصين وكوريا الشمالية وأجزاء من الشرق الأقصى الروسي. إلى الجنوب من لياو تقع إمبراطورية سلالة الهان التابعة لسلالة سونغ الصينيةالحاكمة (960–1276). كان خلال كل من السونغ ولياو يعيشون في سلام، ولكن منذ هزيمة السونغ العسكرية في عام 1005، أصبحوا مجبورين على دفع تعويض سنوي قدره 200,000 قماشا من الحرير و 100,000 أوقية من الفضة لجارهم الشمالي.
في عام 1114، وحد الزعيم وانيان أغودا (1068-1123) القبائل المتنافرة في الجورتشن وقاد ثورة ضد مملكة لياو. وفي عام 1115 عين نفسه إمبراطورا لسلالة جين إبان عصرها الذهبي (1115-1234). بعد أن أخبره أحد المنشقين عن لياو بنجاح انتفاضة الجورشن، رأى إمبراطور السونغ هوايزونغ (1100-1127) وقائده العسكري الرفيع تونغ غوان في ضعف مملكة لياو فرصة لاستعادة المقاطعات الستة عشر، وكل المدن والممرات التي ضمها لياو منهم في عام 938، رغم محاولاتهم الفاشلة باستعادتها مرارًا وتكرارًا دون جدوى. لذلك سعى السونغ للتحالف مع جين ضد عدوهم المشترك لياو.

## الحرب ضد سونغ الشمالية

### انهيار تحالف جين سونغ
بالكاد بعد شهر واحد من استعادة سونغ ليانجينغ، قتل تشانغ جويه، الذي كان قد شغل منصب الحاكم العسكري لمقاطعة لياو في بينغتشو على بعد حوالي 200 كيلومتر شرق يانجينغ، مسؤول جين الرئيسي في تلك المدينة وسلمه إلى سونغ. هزم الجورشين جيوشه بعد بضعة أشهر ولجأ زهانغ إلى يانجينغ. على الرغم من أن سونغ وافقت على إعدامه في أواخر عام 1123، إلا أن هذا الحادث تسبب في توتر بين الدولتين، لأن معاهدة 1123 منعت صراحة كلا الجانبين من إيواء المنشقين. في عام 1124، أثار مسؤولو سونغ غضب جين أكثر عندما طلبوا التنازل عن تسع محافظات حدودية أخرى. تردد الإمبراطور جين الجديد تايزونغ (1123-1135)، شقيق أغودا وخليفته، ولكن الأمراء المحاربين وانيان زونغهان وانيان زونغوانغ رفضا بشدة منحهما المزيد من الأراضي. في النهاية منحت تايزونغ محافظتين، ولكن بحلول ذلك الوقت كان قادة جين مستعدين لمهاجمة جارهم الجنوبي.
قبل أن يتمكنوا من غزو سونغ، توصل الجورتشين إلى اتفاق سلام مع جيرانهم الغربيين، تانغوت شيا الغربيين في عام 1124. وفي العام التالي بالقرب من صحراء أوردوس، أسروا على تيانزو، آخر إمبراطور لياو، ووضع حد لسلالة لياو إلى الأبد. على استعداد لإنهاء تحالفهم مع سونغ، بدأ الجورشين الاستعدادات لغزو.

### الحملة الأولى
في نوفمبر 1125، أمر تايزونغ جيوشه بمهاجمة سونغ. كان انشقاق زهانغ جو قبل عامين بمثابة سبب للحرب. أرسِل جيشين للاستيلاء على المدن الرئيسية في سونغ.

#### حصار تاييوان
غادر الجيش الغربي، بقيادة وانيان زونغهان، من داتونغ وتوجه نحو تاييوان عبر جبال شانشي، في طريقه إلى لويانغ عاصمة سونغ الغربية. لم تكن قوات سونغ تتوقع غزوًا وكانوا على حين غرة. أُبلغ الجنرال الصيني تونغ قوان بالبعثة العسكرية من قبل مبعوث أرسله إلى جين للحصول على تنازل عن محافظتين. أفاد المبعوث العائد أن الجورتشن كانوا على استعداد للتخلي عن الغزو إذا تنازلت سونغ عن السيطرة على خبي وشانشي إلى جين. انسحب تونغ قوان من تاييوان وترك قيادة قواته إلى وانغ بينغ. حاصرت جيوش جين المدينة في منتصف يناير 1126. تحت قيادة وانغ بينغ، صمدت تاييوان لفترة كافية لمنع قوات الجورتشين من التقدم إلى لويانغ.

#### حصار كايفنغ الأول
في هذه الأثناء، أرسِل الجيش الشرقي، بقيادة وانيان زونغوانغ، نحو يانجينغ (بكين حاليًا) وفي النهاية عاصمة سونغ كايفنغ. لم تواجه معارضة مسلحة كثيرة. أخذ زونغيانغ يانجين بسهولة، حيث حوّل جنرال سونغ وحاكم لياو السابق غو ياشي بتحويل ولاءه إلى جين. عندما حاولت سونغ استعادة المحافظات الست عشرة، واجهوا مقاومة شرسة من سكان الهان الصينيين، ولكن عندما غزا الجورتشين تلك المنطقة، لم يعارضهم الصينيون الهان على الإطلاق. بحلول نهاية ديسمبر 1125، سيطر جيش جين على محافظتين وأعاد تأسيس حكم جورتشن على المقاطعات الست عشرة. كان الجيش الشرقي يقترب من كايفنغ بحلول أوائل عام 1126.
خوفًا من اقتراب جيش جين، خطط إمبراطور سونغ هويزونغ للتراجع جنوبًا. كان يُنظر إلى هجر الإمبراطور للعاصمة على أنه فعل استسلام، لذلك أقنعه مسؤولو البلاط بالتنازل عن العرش. كانت هناك اعتراضات قليلة. كان إنقاذ إمبراطورية في أزمة من الدمار أكثر أهمية من الحفاظ على طقوس الميراث الإمبراطوري. في يناير 1126، قبل أيام قليلة من حلول العام الجديد، تنازل هويزونغ لصالح ابنه وخُفضت رتبته إلى الدور الاحتفالي للإمبراطور المتقاعد. وصلت قوات الجورتشن إلى النهر الأصفر في 27 يناير 1126، بعد يومين من حلول العام الجديد. هرب هويزونغ من كايفنغ في اليوم التالي، جنوبًا وترك الإمبراطور الجديد كينزونغ (حكم 1126-1127) مسؤولاً عن العاصمة.
حوصرت كايفنغ في 31 يناير 1126. وعد قائد جيش الجورشين بتجنب المدينة إذا تنازلت سونغ لجين. احتُجز رئيس الوزراء وأمير إمبراطوري كسجناء؛ تنازلت عن المقاطعات الصينية في هيجيان وتاييوان وزهونغشان؛ وعرضت تعويضًا قدره 50 مليون تايل من الفضة، و5 ملايين تيل من الذهب، ومليون عبوة من الحرير، ومليون عبوة من الساتان، و10 آلاف حصان، و10 آلاف بغل، و10 آلاف من الماشية ، و1000 جمل. كان هذا التعويض يستحق حوالي 180 عامًا من التكريم السنوي الذي كانت سونغ تدفعه لجين منذ 1123.